# Ål-Kilen
Ål-Kilen is een plaats in de gemeente Leksand in het landschap Dalarna en de provincie Dalarnas län in Zweden. De plaats heeft 98 inwoners (2005) en een oppervlakte van 22 hectare.